# Busseto
Busseto – miejscowość i gmina we Włoszech, w regionie Emilia-Romania, w prowincji Parma.
Według danych na rok 2004 gminę zamieszkiwały 6843 osoby, 90 os./km².
W miejscowości znajduje się stacja kolejowa Busseto.

## Miasta partnerskie
- Carry-le-Rouet, Francja
- Salzburg, Austria
- Hornachuelos, Hiszpania